# Cercul de foc al Pacificului

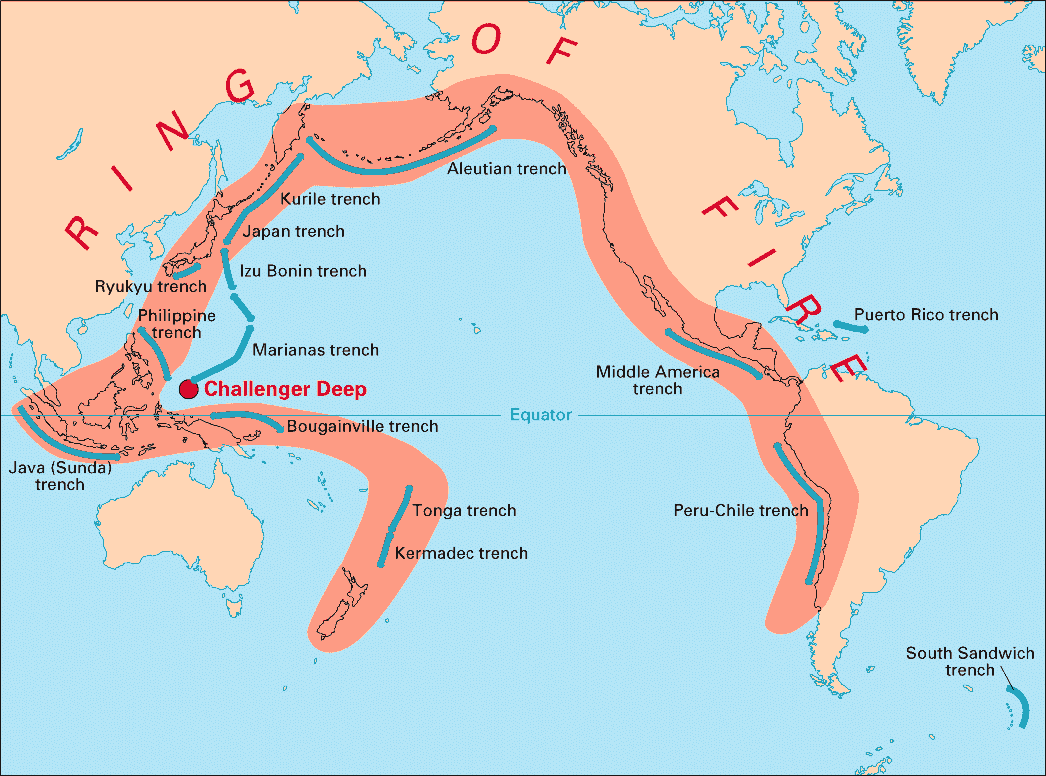
Cercul de foc al Pacificului

Cercul de foc al Pacificului (engleză The Pacific Ring of Fire) este cea mai întinsă și activă zonă vulcanică de pe Terra, concentrând 62% din vulcanii activi existenți în prezent (peste 350 din cei 600 vulcani activi).

## Date generale
Două treimi din acest cerc se află în arcurile insulare din Pacificul de Vest, iar restul pe țărmurile pacifice ale celor două Americi. Cercul de Foc al Pacificului este o suprafață frecventată de cutremure și erupții vulcanice care încercuiesc Oceanul Pacific. Forma zonei de foc este a unei potcoave de 40.000 de km. El este alcătuit din 350 de vulcani activi. Aici se găsesc 62% din vulcanii activi ai lumii. Fosele care mărginesc Pacificul sunt activate din punct de vedere seismic, fapt care determină producerea a numeroase cutremure, care, asociate vulcanismului activ, justifică denumirea de centura de foc sau cercul de foc dată de specialiști acestei zone. Din cele 100 de cutremure de mare magnitudine care au avut loc la jumătatea secolului al XX-lea, 75 s-au produs în această zonă. Inelul este întreupt numai de-a lungul coastei vestice a SUA și Canadei, unde nu apare nici o fosă și unde se produc rareori cutremure. Dar, în sudul țărmului pacific al SUA, se află cea mai lungă zonă de fractură oceanică, Mendcino (lungă de peste 3000 km.), care se continuă pe uscat cu una dintre cele mai mari falii terestre, San Andreas (California). De-a lungul Centurii de foc au loc deplasări submarine care provoacă tsunami (valuri oceanice devastatoare care invadează coastele pacifice). 
Printre vulcanii din cercul de foc se înscriu: Muntele Asama (cel mai activ dintre cei 57 vulcani japonezi aflați în activitate), Bromo, Tambora și Perbuaton, cei mai distrugători dintre cei peste 100 de vulcani activi din Arhipelagul Indonezian, Kliucevski Kamaceatka, Katmai în Alaska și Mauna Loa su Kilauea sau Taali. Dintre cutremurele catastrofale din centura de foc amintim pe cele din câmpia japoneză Kanto din septembrie 1923, din insula filipineză Mindanao (aprilie 1955), cele din Peru din noiembrie 1946, ianuarie 1962, mai 1970, octombrie 1970, octombrie 1974, aprilie 1988, noiembrie 1996 sau din California, San Francisco, cel din 1906.

### Insule
Cercul de foc constă în cea mai mare parte dintr-o serie de insule așezate sub formă de arc în Pacific, ca de exemplu:
- Insulele Aleutine
- Insulele Kurile
- Insulele Ryukyu
- Insulele Mariane
- Insulele Filipine
- Insula Noua Guinee
- Insulele Solomon
- Noile Hebride
- Insula Zuzu

Linia arcului de cerc se continuă pe coasta de vest a continentelor: 
- America de Nord
- America de Sud
- Antarctida (Muntele Erebus)
- Asia
  - Peninsula Kamceatka cu Klucevskaia Sopka

Această linie a vulcanilor activi urmează o crăpătura submarină a scoarței pământului care înlesnește urcarea magmei la suprafață. 